# Albert Richter
Albert Richter (Colonia, 14 de octubre de 1912-Lörrach, 2 de enero de 1940) fue un deportista alemán que compitió en ciclismo en la modalidad de pista. Ganó ocho medallas en el Campeonato Mundial de Ciclismo en Pista entre los años 1932 y 1939.

## Medallero internacional
| Campeonato Mundial | Campeonato Mundial       | Campeonato Mundial | Campeonato Mundial       |
| Año                | Lugar                    | Medalla            | Competición              |
| ------------------ | ------------------------ | ------------------ | ------------------------ |
| 1932               | Roma (Italia)            | Medalla de oro     | Velocidad individual (A) |
| 1933               | París (Francia)          | Medalla de bronce  | Velocidad individual (P) |
| 1934               | Leipzig (Alemania)       | Medalla de plata   | Velocidad individual (P) |
| 1935               | Bruselas (Bélgica)       | Medalla de plata   | Velocidad individual (P) |
| 1936               | Zúrich (Suiza)           | Medalla de bronce  | Velocidad individual (P) |
| 1937               | Copenhague (Dinamarca)   | Medalla de bronce  | Velocidad individual (P) |
| 1938               | Ámsterdam (Países Bajos) | Medalla de bronce  | Velocidad individual (P) |
| 1939               | Milán (Italia)           | Medalla de bronce  | Velocidad individual (P) |